# Mamma Mia! (musical)
Mamma Mia! is een musical die is gebaseerd op de liedjes van de popgroep ABBA en geschreven door Catherine Johnson.
De musical is door Daniël Cohen (verhaal) en Coot van Doesburgh (liedjes) vertaald in het Nederlands, inclusief nummers als Super Trouper, Dancing Queen, Thank You for the Music, The Winner Takes It All en Mamma mia zelf.
In 2008 is er een filmadaptatie uitgekomen.

## Verhaal
Het verhaal gaat over Sophie en haar moeder Donna, die op een klein Grieks eiland wonen. Donna runt hier een eigen taverne.
Sophie staat op het punt te gaan trouwen met haar jeugdliefde Sky en wil graag dat haar vader haar weggeeft als bruid. Ze weet echter niet wie dit is daar haar moeder haar alleen heeft opgevoed en niet over haar verleden praat. Sophie ontdekt echter in het dagboek van haar moeder dat ze drie mogelijke vaders heeft; een Amerikaanse architect genaamd Sam, een Britse bankier genaamd Harrie, en een Zweedse schrijver/avonturier genaamd Bart (Bill in de originele Engelstalige opvoering). Ze nodigt daarom alle drie de mannen uit om naar het eiland te komen om uit te zoeken wie haar echte vader is.
Ook de vriendinnen van haar moeder komen langs om herinneringen aan vervlogen tijden op te halen, toen ze nog het trio Donna en de Dynamo's vormden. Ze besluiten nog eenmaal samen op te treden tijdens Sophies vrijgezellenfeest die avond. Die dag arriveren ook de drie mogelijke vaders. Sophie hoopt haar vader meteen te zullen herkennen wanneer hij voor haar staat, maar dat blijkt niet het geval. Ze verstopt haar vaders voor haar moeder. Alleen haar moeder ontdekt de mannen uiteindelijk toch en raakt in paniek. Dit zorgt voor een gespannen situatie tussen Sophie en Donna. Ook Sky ontdekt de aanwezigheid van de drie mannen en beschuldigt Sophie ervan de bruiloft enkel en alleen te willen houden om eindelijk haar vader te vinden. De bruiloft lijkt mis te gaan.
Uiteindelijk leggen Sophie en haar moeder het bij. Wie Sophies vader nu is wordt niet bekend daar ook Donna, Sam, Harrie en Bart geen idee hebben, maar voor Sophie maakt het niet meer uit; ze houdt van hen allemaal en de drie mannen beschouwen zichzelf elk als haar vader. De bruiloft kan nu gewoon doorgaan, totdat Sophie zich realiseert dat ze nog niet aan trouwen toe is. Hierop grijpt Sam zijn kans en vraagt Donna ten huwelijk omdat hij na al die jaren nog steeds van haar houdt en zijn vorige huwelijk op de klippen is gelopen. Donna accepteert zijn aanzoek en zodoende is er die avond toch nog een bruiloft.

## Opvoeringen
Mamma Mia! ging in Engeland op 6 april 1999 in première in het Prins Edward Theater in Londen. In Canada was de première op 23 mei 2000 in Toronto, Ontario.
De Nederlandse versie van de musical werd geproduceerd door Joop van den Ende. In het
Beatrix Theater in Utrecht is deze 803 keer opgevoerd, van 9 november 2003 tot en met 11 februari 2006. Deze versie werd door ruim 1 miljoen bezoekers gezien. In Antwerpen is de musical 111 keer opgevoerd, van 12 maart tot en met 3 juli 2006; er kwamen ruim 155.000 bezoekers.
In het seizoen 2009-2010 is de show opnieuw in Nederland. Ditmaal als tournee langs de 15 grootste theaters van Nederland. Maandag 14 september ging de musical in première in Koninklijk Theater Carré te Amsterdam. In november 2017 meldde Musicaljournaal dat Stage Entertainment onderzoekt of er publieke belangstelling bestaat voor een nieuwe uitgave. Sindsdien zijn er ook al audities geweest voor een nieuwe uitvoering. De nieuwe uitvoering ging op 23 september 2018 in première, wederom in het Beatrix Theater.
Op 15 juni 2018 maakte de Vlaamse musicalproducent Deep Bridge bekend dat ze in het voorjaar van 2020 een geheel eigen versie van 'Mamma Mia!' naar Vlaanderen zullen halen. Try-outs beginnen op 17 februari 2020 in het Ethias Theater in Hasselt. De première staat gepland voor begin maart in de Stadsschouwburg Antwerpen.
In seizoen 2023-2024 keert Mamma Mia! voor de derde keer terug naar Nederland, ditmaal geproduceerd door De Graaf & Cornelissen Entertainment. Voor deze uitvoering is de tekst opnieuw vertaald. De première was dit keer op 10 september 2023 in het DeLaMar-theater in Amsterdam en net als in het seizoen 2009-2010 maakt de voorstelling een tournee langs de 15 grootste theaters.

## Nederlandse rolbezetting

### Rolverdeling
| Rol                                             | 2003-2006, Stage Entertainment, Beatrix Theater                                                  | 2009-2010, Stage Entertainment, Tourproductie | 2018-2019, Stage Entertainment, Beatrix Theater | 2023-2024, De Graaf & Cornelissen Entertainment, Tourproductie                                                                                                  |
| ----------------------------------------------- | ------------------------------------------------------------------------------------------------ | --------------------------------------------- | --- | --- |
| Donna Stuiveling Donna Saenredam (2023-2024)    | Simone Kleinsma, Vera Mann, Marleen van der Loo                                                  | Lone van Roosendaal                           | Antje Monteiro | Brigitte Heitzer |
| alternate Donna                                 | Lone van Roosendaal, Lenette van Dongen, Marleen van der Loo, Vera Mann                          | Marleen van der Loo                           | Nurlaila Karim, Rosalie de Jong | Wieneke Remmers |
| understudy Donna                                | Ellen Evers (nooit gespeeld), Annemieke van der Ploeg, Linda Hibma, Tanja de Nijs                | Tineke Blok                                   | Karolien Torensma, Sanne Mieloo, Tineke Blok | Rosanne Rebergen |
| Roos Rosie (2023-2024)                          | Doris Baaten                                                                                     | Mylène d'Anjou                                | Hilke Bierman | Wieneke Remmers |
| alternate Roos/Rosie                            | Marjolijn Touw                                                                                   | –                                             | – | Melise de Winter |
| understudy Roos/Rosie                           | Gina de Laat, Linda Hibma                                                                        | Esther van Boxtel, Laura Burgmans             | Merel Zeeman, Karolien Torensma | |
| Tanja Tania (2023-2024)                         | Ellen Evers, Dominique van Vliet, Tanja de Nijs, Annemieke van der Ploeg                         | Anouk van Nes                                 | Sophia Wezer | Carolina Dijkhuizen |
| alternate Tanja/Tania                           | –                                                                                                | –                                             | Anouk van Nes | - |
| understudy Tanja/Tanya                          | Annemieke van der Ploeg, Linda Hibma, Nicole Berendsen, Josine Hartlief, Esther Koenen           | Tineke Blok, Esther van Boxel                 | Sanne Mieloo, Merel Zeeman, Karolien Torensma | Rosanne Rebergen, Isabel Diaferia |
| Sam Koorenhof Sam Machielse (2023-2024)         | Hajo Bruins, Filip Bolluyt, Mark van der Laan                                                    | Bas Westerweel                                | Dieter Troubleyn | René van Kooten |
| Alternate Sam                                   | -                                                                                                | -                                             | - | Stefan de Kogel |
| understudy Sam                                  | Fred Butter, Timo Bakker, Derek Blok, Filip Bolluyt                                              | Ton Keunen, Hans Lemmen                       | Pieter van Nieuwenhuyze, Jasper Kerkhof, Dennis de Groot | David van den Tempel, Sander van Voorst tot Voorst |
| Bart Oosten Phil Oostman (2023-2024)            | Filip Bolluyt, Tim Meeuws                                                                        | Rutger Le Poole, Timo Bakker                  | Emiel de Jong | Barry Beijer |
| understudy Bart/Phil                            | Timo Bakker, Henk Dijkstra                                                                       | Iwan Dam, Ton Keunen                          | Jasper Kerkhof, Sjoerd Oomen | Menno Dekker |
| Harrie Buis Harry Kien (2023-2024)              | Jon van Eerd, Fred Butter, Mark van der Laan                                                     | Ad Knippels, Mark van der Laan                | Zjon Smaal | Dennis Willekens |
| alternate Harrie/Harry                          | –                                                                                                | –                                             | – | Zjon Smaal |
| understudy Harrie/Harry                         | Fred Butter, Barend van Zon, Derek Blok, Henk Dijkstra, Richard Janssen                          | Hans Lemmen, Iwan Dam                         | Sjoerd Oomen, Pieter van Nieuwenhuyze, Dennis de Groot, Derek Blok | Menno Dekker |
| Sophie Sophie Saenredam (2023-2024)             | Céline Purcell, Sasha Rosen                                                                      | Elise Berends                                 | Jolijn Henneman | Soraya Gerrits |
| understudy Sophie                               | Manon Novak, Bettina Holwerda, Suzanne de Heij                                                   | Jantien Euwe, Margreet Roelfsema              | Sky Lemmer, Patricia van Haastrecht, Stephanie Anaïs van Rooijen, Dana van der Geer | Judith van der Wijst, Gina Bentvelsen |
| Sky                                             | Oren Schrijver, Axel de Graaf                                                                    | John Vooijs, Robin van den Akker              | Soy Kroon, Kaj van der Voort | Samir Hassan |
| understudy Sky                                  | Jasper Kerkhof, Hein Gerrits, Eddy Klein, Bennie Hölzken                                         | Robin van den Akker, Sven Tummeleer           | Thom Koolen, Max van Waard, Elindo Avastia | Philip Krom, Iwan Oorburg |
| Lisa                                            | Suzanne de Heij                                                                                  | Golda Doof                                    | Lynn Mancel | Belle van der Pijl |
| understudy Lisa                                 | Renske Hoeksema, Lara Postulart                                                                  | Carmen Danen                                  | Demi Kromheer, Stephanie Anaïs van Rooijen | Zoë Rijk, Gina Bentvelsen |
| Ellie Elvi (2023-2024)                          | Manon Novak, Hannah van Meurs                                                                    | Hannah van Meurs                              | Myrthe Boerebach | Eliane Kwee |
| understudy Ellie/Elvi                           | Hannah van Meurs, Yvette de Wilde, Nadine Nijman                                                 | Loes Worm, Afra Voesenek                      | Shana Pieters, Danique Graanoogst, Jil Tjin-Asjoe | Gina Bentvelsen, Isabel Diaferia |
| Pepper                                          | Paul Boereboom, David Eisinger                                                                   | Karel Simons                                  | Delano Willemsen | Marvin Sikkema |
| understudy Pepper                               | Hein Gerrits, Michael Macalintal, Urvin Monte                                                    | Evert-Jan Korving, Nuno Azevedo               | Jasper Caransa, Tjesse Bleijenberg | Iwan Oorburg, Stijn Linders |
| Eddie                                           | Kok-Hwa Lie, Jeroen Luiten, Peter Fenwick                                                        | Kok-Hwa Lie                                   | Kick Spijkerman | Martijn Vogel |
| understudy Eddie                                | Jeroen Luiten, Kok-Hwa Lie, Axel de Graaf, Roy Kullick, Mark van Beelen, Urvin Monte, Eddy Klein | Evert-Jan Korving, Gaetan Borg                | Kay Heijnen, Davy van der Lubbe | Ruben Santens, Menno Dekker |
| Vader Alexandrios Pater Alexandrios (2023-2024) | Fred Butter, Derek Blok, Timo Bakker                                                             | Ton Keunen                                    | Jasper Kerkhof | Zjon Smaal |
| understudy Vader Alexandrios                    | Timo Bakker, Henk Dijkstra, Richard Janssen                                                      | Hans Lemmen                                   | Sjoerd Oomen, Pieter van Nieuwenhuze, Dennis de Groot | Philip Krom |
| Ensemble mannen                                 |                                                                                                  |                                               | Jasper Caransa, Tjesse Bleijenberg, Kay Heijnen, Elindo Avastia, Pieter van Nieuwenhuyze, Sjoerd Oomen, Jasper Kerkhof                                                                                         | Iwan Oorburg, Philip Krom, Menno Dekker, Stijn Linders,David van den Tempel, Zjon Smaal, Beau Jones, Tydo Korver, Stijn Holewijn                                |
| Ensemble vrouwen                                |                                                                                                  |                                               | Demi Kromheer, Patricia van Haastrecht, Lysanne van de Sijs, Myrthe Boerebach, Shana Pieters, Danique Graanoogst, Jill Tjin-Asjoe, Karolien Torensma, Merel Zeeman, Sanne Mieloo, Sanne Groenen, Shana Pieters | Melise de Winter, Gina Bentvelsen, Rosanne Rebergen, Judith van der Wijst, Isabel Diaferia, Lenny Tosserams, Mila Heide, Amber Quint, Anne-Fleur van der Hoeven |
| Swing                                           |                                                                                                  |                                               | Kick Spijkerman, Davy van der Lubbe, Jeff Aurik, Samantha de Water, Stephanie Anaïs van Rooijen, Demy Janssen, Lorenzo Kolf, Dana van der Geer, Lysanne van der Sijs, Luuk Hartog                              | Ruben Santens, Zoe Rijk, |

### Trivia
- De eerste versie van Mamma Mia! in Nederland duurde van 9 november 2003 t/m 12 februari 2006 en werd door 1,1 miljoen bezoekers bezocht in het Beatrix Theater in Utrecht.
- Simone Kleinsma speelde de rol van Donna tot 10 december 2005. De resterende voorstellingen werden gespeeld door Marleen van der Loo en Vera Mann.
- Filip Bolluyt speelde van de 803 voorstellingen meer dan 700 keer mee in de rol van Bart of Sam.
- De theaterregistratie van de voorstelling werd geregisseerd door Guus Verstraete, de man van hoofdrolspeelster Simone Kleinsma.
- De tweede versie van Mamma Mia! in Nederland duurde van 14 september 2009 t/m 25 juli 2010.
- Mark van der Laan nam vanaf 11 mei 2010 de rol van Harrie over van Ad Knippels omdat die in Spring Awakening ging spelen.
- Timo Bakker nam vanaf 29 juni 2010 de rol van Bart over van Rutger Le Poole omdat die in We Will Rock You ging spelen.
- Robin van den Akker nam vanaf 29 juni 2010 de rol van Sky over van John Vooijs omdat die in We Will Rock You ging spelen.

## Belgische rolbezetting
| Rol                    | 2006 Stadsschouwburg Antwerpen | 2020 & 2022 Stadsschouwburg Antwerpen | 2026 Stadsschouwburg Antwerpen |
| ---------------------- | --- | --- | ------------------------------ |
| Donna                  | Vera Mann | Ann Van den Broeck | Maike Boerdam                  |
| Understudy Donna       | Lone van Roosendaal | Ann de Winne/Marleen van der Loo/Jasmine Jaspers |                                |
| Sophie                 | Sasha Rosen | Tinne Oltmans | Lotte De Clerck                |
| alternate Sophie       | An Vanderstighelen | Helle Vanderheyden |                                |
| Tanya                  | Myriam Bronzwaar | Evi Hanssen | Nathalie Meskens               |
| alternate Tanja/Tanya  | Goele De Raedt, Hilde Weber | Joke Van Robbroeck/Saïn Vantomme |                                |
| Roos/Rosie             | Lulu Aertgeerts | Ilse La Monaca | Els Dottermans                 |
| alternate Roos/Rosie   | Kristen Cools,Goele De Raedt | Joke Van Robbroeck/Maja van Honsté |                                |
| Sky                    | Davy Gilles | Michiel De Meyer, Matthew Michel | Dorian Liveyns                 |
| alternate Sky          | Eddy Klein, Urvin Monte | Dorian Liveyns/Laurenz Hoorelbeke |                                |
| Sam                    | Jan Schepens | Johan Terryn | Jan Schepens                   |
| Bill                   | Marc Coessens | Stany Crets | Stany Crets                    |
| alternate Bart/Bill    | Henk Dijkstra, Roel Lauwens | Steven Savelkoels |                                |
| Harry                  | Mark Tijsmans | Govert Deploige | Chris van Tongelen             |
| alternate Harrie/Harry | Henk Dijkstra, Richard Janssen | Steven Savelkoels |                                |
| Lisa                   | Lokke Dieltiens | Shana Pieters | Barbara Verbergt               |
| alternate Lisa         | Fleur Brusselmans, An Vanderstighelen | |                                |
| Ellie                  | Hannah van Meurs | Helle Vanderheyden | Oonagh Jacobs                  |
| alternate Ellie        | Fleur Brusselmans | Lien Van Den Bossche |                                |
| Pepper                 | Michael Macalintal | Kenny Verelst | Kenny Verelst                  |
| alternate Pepper       | Urvin Monte | |                                |
| Eddie                  | Peter Fenwick | Laurenz Hoorelbeke | Laurenz Hoorelbeke             |
| alternate Eddie        | Eddy Klein, Urvin Monte | Jervin Weckx |                                |
| Ensemble               | Ester Koenen, Veerle Castelyn, Kristen Cools, Henk Dijkstra, Josine Hartlief, Richard Janssen, Eddy Klein, Roel Lauwens, Urvin Monte, Goele De Raedt, Steven Savelkoels, Tim van der Straeten, An Vanderstighelen, Barbara de Wit | Jasmine Jaspers, Kars Huijink, Yannick Dijck, Jervin Weckx, Oonagh Jacobs, Barbara De Winter, Joke Van Robbroeck, Marije Van Sonsbeek, Sarah Goethals, Samantha Lernout, Marit Dollevoet, Steven Savelkoels, Patrick Sabel, Wesley Alloo, Max Van Waard, Jervin Weckx, Chris Schep, Bart Aerts, Wout Verstappen, Michael Iongbloed, Ashia Mintiens, Kato Aerts, Lien Van Den Bossche, Saïn Vantomme |                                |
| Swing                  | Fleur Brusselmans, Kris Castelijns, Terence Lee Polenwen, Hilde Weber | |                                |

trivia
- In de productie van 2025 zou Helle Vanderheyden oorspronkelijk de rol van Sophie spelen, doordat de productie verplaatst moest worden is de rol overgenomen in 2026 door Lotte De Clerck.

## Muziek
De volgende ABBA-nummers zijn in de musical te horen:
Eerste akte
| Originele titel                             | Nederlandse titel            | Vlaamse titel 2020       | Gezongen door               |
| ------------------------------------------- | ---------------------------- | ------------------------ | --------------------------- |
| Ouverture/Proloog                           | Ouverture/Proloog            | Ouverture/Proloog        | Orkest                      |
| I Have a Dream                              | Ik heb een droom             | Ik droom een droom       | Sophie                      |
| Honey, Honey                                | Honey, honey                 | Honey, Honey             | Sophie                      |
| Money, Money, Money                         | Money, Money, Money          | Money, Money, Money      | Donna                       |
| Thank You for the Music                     | Dank je voor de liedjes      | Thank Your For The Music | Harrie, Sam, Bart en Sophie |
| Mamma mia                                   | Mamma mia                    | Mamma mia                | Donna                       |
| Chiquitita                                  | Chiquitita                   | Chiquitita               | Roos en Tanja               |
| Dancing Queen                               | Dancing queen                | Dancing Queen            | Roos en Tanja               |
| Lay All Your Love on Me                     | Spaar al je liefs voor mij   | Steek al uw tijd in mij  | Sky en Sophie               |
| Super Trouper                               | Super trouper                | Super trouper            | Donna, Roos en Tanja        |
| Gimme! Gimme! Gimme! (A Man After Midnight) | Geef me! geef me! geef me!   | Venten! Venten! Venten!  | Sophie's vriendinnen        |
| The Name of the Game                        | Als'k maar weet hoe het heet | Is dit enkel een spel?   | Sophie                      |
| Voulez-Vous                                 | Voulez-vous                  | Voulez-Vous              | iedereen                    |

Tweede akte
| Originele titel             | Nederlandse titel                      | Vlaamse titel 2020           | Gezongen door   |
| --------------------------- | -------------------------------------- | ---------------------------- | --------------- |
| Entr'Acte                   | Entr'Acte                              | Entr'Acte                    | -               |
| Under Attack                | Een offensief                          | 'K lig onder vuur            | Sophie          |
| One of Us                   | Een van ons                            | Een van ons                  | Donna           |
| SOS                         | SOS                                    | SOS                          | Sam en Donna    |
| Does Your Mother Know       | Weet je moeder dat                     | Weet uw moeke da             | Tanja           |
| Knowing Me, Knowing You     | Zo ben ik, zo ben jij                  | Ik ben ik, jij bent jij      | Sam             |
| Our Last Summer             | Onze zomer                             | Onze zomer                   | Harrie en Donna |
| Slipping Through My Fingers | 't Glipt me door m'n vingers           | Hoe ik ook mijn best doe     | Donna           |
| The Winner Takes It All     | De winnaar krijgt de macht             | De winnaar triomfeert        | Donna           |
| Take a Chance on Me         | Pak je kans                            | Waag uw kans bij mij         | Roos en Bart    |
| I Do I Do I Do I Do I Do    | Ik wil, ik wil, ik wil, ik wil, Ik wil | Jaja, jaja, jaja, jaja, jaja | Sam en Donna    |
| I Have A Dream              | Ik heb een droom                       | Ik droom een droom           | Sophie          |

Encore
- Cast + ensemble (zonder Tanja, Roos en Donna): Mamma mia
- Cast + ensemble: Dancing Queen
- Cast + ensemble: Waterloo

## Prijzen

### Nederland
In 2004 behaalde de musical zes nominaties voor een John Kraaijkamp Musical Award, namelijk:
- Beste vrouwelijk bijrol in een grote musicalproductie – Tanja, Ellen Evers
- Beste mannelijke bijrol in een grote musicalproductie – Sam, Hajo Bruins
- Aanstormend talent – Sophie, Céline Purcell – gewonnen
- Beste vrouwelijk bijrol in een grote musicalproductie – Roos, Doris Baaten
- Beste vrouwelijke hoofdrol in een grote musicalproductie – Donna, Simone Kleinsma – gewonnen
- ANWB publieksprijs grote musicalproductie – gewonnen

In 2010 behaalde de tourversie vier nominaties voor een John Kraaijkamp Musical Award, namelijk:
- Beste vrouwelijke hoofdrol in een grote musicalproductie – Donna, Lone van Roosendaal
- Beste mannelijke bijrol in een grote musicalproductie – Bart, Rutger Le Poole
- Beste vrouwelijke bijrol in een grote musicalproductie – Tanja, Anouk van Nes
- ANWB publieksprijs grote musicalproductie

In 2019 behaalde de musical één nominatie voor een John Kraaijkamp Musical Award. Hilke Bierman was genomineerd in de categorie beste vrouwelijke bijrol.

### België
In 2006 behaalde de Antwerpse versie negen nominaties voor een Vlaamse musicalprijs, namelijk:
- Beste musical – gewonnen
- Beste vrouwelijke hoofdrol – Donna, Vera Mann – gewonnen
- Beste vrouwelijke bijrol – Tanja, Myriam Bronzwaar – gewonnen
- Beste vrouwelijke bijrol – Sophie, Sasha Rosen
- Beste mannelijke bijrol – Harrie, Mark Tijsmans – gewonnen
- STIHMUL-prijs voor Beste Aanstormend Talent – Lisa, Lokke Dieltiens
- Beste inhoudelijke prestatie – Hertaling naar het Vlaams, Els de Schepper
- Beste song – De winnaar krijgt de macht – gewonnen
- Princess-publieksprijs – gewonnen

## Soundtrack
Mamma Mia! (originele rolbezetting 2004):
1. Ouverture/Proloog
2. Honey, Honey
3. Money, Money, Money
4. Dank je voor de liedjes
5. Mamma Mia
6. Chiquitita
7. Dancing Queen
8. Spaar al je liefs voor mij
9. Super Trouper
10. Geef me! Geef me! Geef me!
11. Als 'k maar weet hoe het heet
12. Voulez Vous
13. Entr'actie
14. Een offensief
15. Een van ons
16. SOS
17. Weet je moeder dat
18. Zo ben ik, zo ben jij
19. Onze zomer
20. 't Glipt me door m'n vingers
21. De winnaar krijgt de macht
22. Pak je kans
23. Ik wil, ik wil, ik wil, ik wil, ik wil
24. Ik heb een droom

Harrie wordt op dit album vertolkt door Fred Butter.
Mamma Mia! (originele rolbezetting tournee 2009):
1. Money, Money, Money
2. Een van ons
3. 't Glipt me door m'n vingers
4. De winnaar krijgt de macht
5. Dancing Queen finale

## Verfilming
In 2008 werd de musical verfilmd. De film is een productie van Judy Craymer en Gary Goetzman en geregisseerd door Phyllida Lloyd. De hoofdrollen worden vertolkt door Meryl Streep als Donna Sheridan, Amanda Seyfried als Sophie en Pierce Brosnan als Sam Carmichael.